# Calophyllum hirasimum
Calophyllum hirasimum là một loài thực vật có hoa thuộc họ Clusiaceae.
Loài này chỉ có ở Indonesia.